# Засоби масової інформації Кременчука
Засоби масової інформації Кременчука — засоби масової інформації, що діють у Кременчуці.

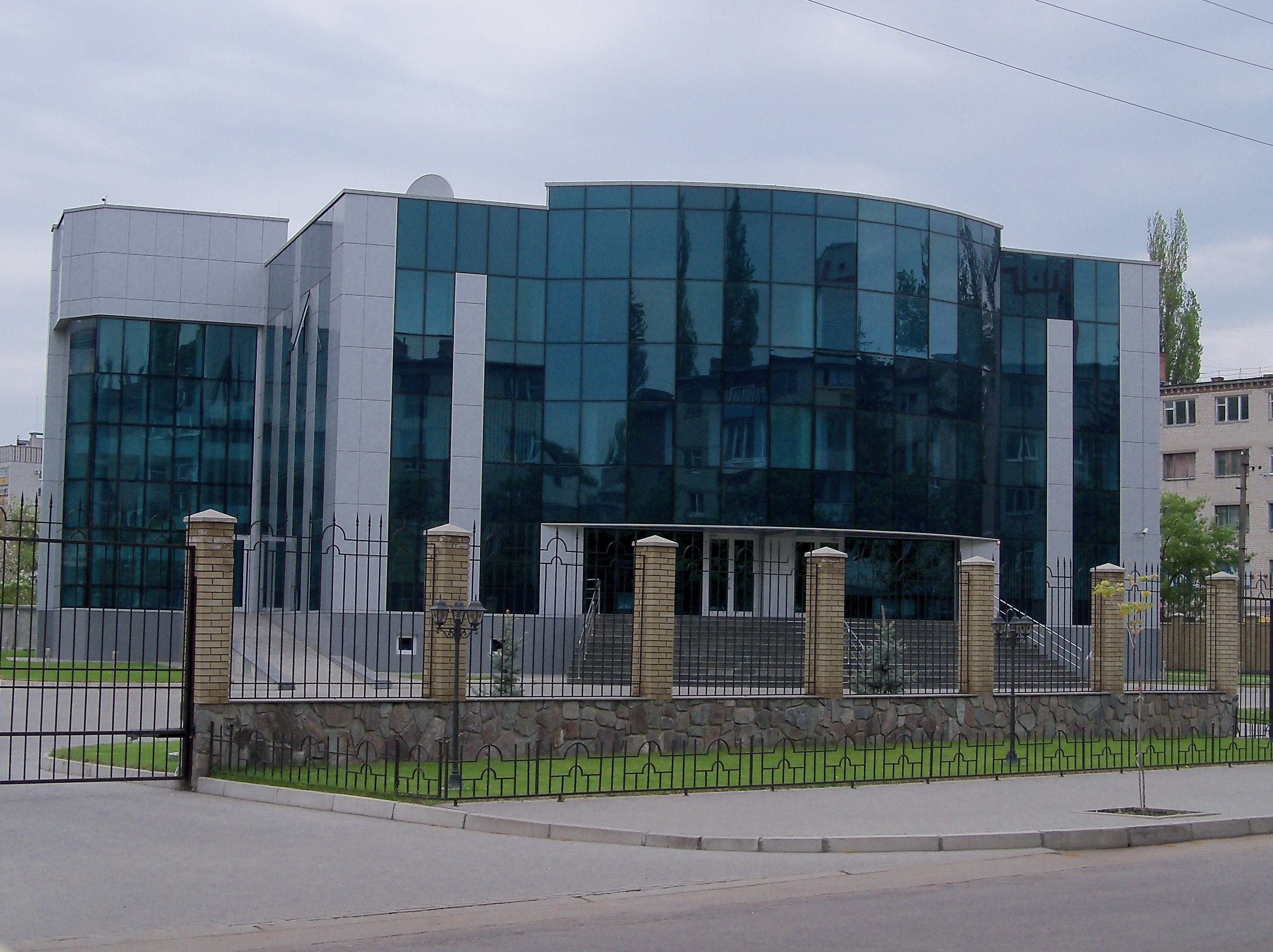
Телекомпанія «Візит»

## Телебачення

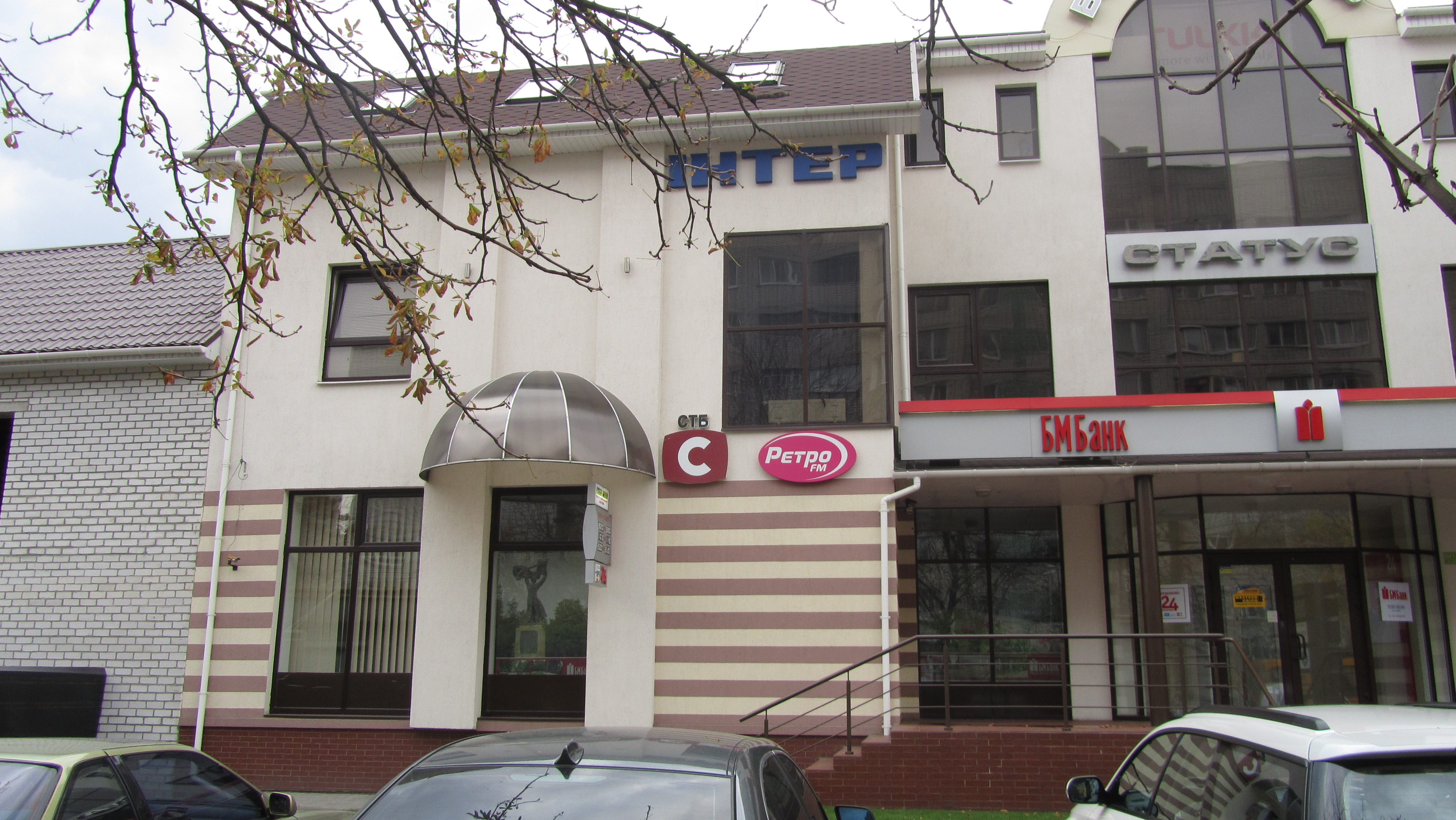
Представництва національних телекомпаній у Кременчуці на вул. Троїцька

У місті та районі веде трансляцію приватна телекомпанія «Візит». У 2014 році почало мовити в мережі інтернет Кременчуцьке Громадське Телебачення.

## Радіомовлення
FM-радіостанції Кременчука:
| №п/п | Назва                                        | Частота, МГц | Потужність, кВт | Початок роботи       | Короткі відомості          |
| ---- | -------------------------------------------- | ------------ | --------------- | -------------------- | -------------------------- |
| 1    | Radio ROKS                                   | 92,3         | 0,25            | червень 2011         |                            |
| 2    | Radio Relax                                  | 93,4         | 0,25            | 20 січня 2013        |                            |
| 3    | Радіо Промінь                                | 96,6         | 1               |                      |                            |
| 4    | Радіо М                                      | 97,9         | 0,5             | 27 лютого 2012       |                            |
| 5    | Kiss FM                                      | 98,8         | 0,2             | червень 2006         |                            |
| 6    | Радіо Культура                               | 99,6         | 0,25            |                      |                            |
| 7    | Українське радіо / Українське радіо. Полтава | 100,9        | 1               | 21 січня 2022        |                            |
| 8    | Люкс FM                                      | 101,7        | 0,1             | 1995                 | Реорганізована Вісма-радіо |
| 9    | Авторадіо                                    | 102,1        | 0,5             | березень 2005        |                            |
| 10   | Стильне радіо "Перець FM"                    | 102,5        | 0,5             | середина грудня 2006 |                            |
| 11   | Мелодія FM                                   | 103,5        | 1               | 1 липня 2001         |                            |
| 12   | Радіо Байрактар                              | 103,9        | 1               | середина травня 2004 |                            |
| 13   | Хіт FM                                       | 104,3        | 0,1             | 10 березня 2002      |                            |
| 14   | Radio Shanson                                | 104,9        | 0,1             | березень 2010        |                            |
| 15   | Наше радіо                                   | 105,4        | 0,5             | 17 березня 2004      |                            |
| 16   | NRJ                                          | 106,0        | 0,1             | 1 лютого 1999        |                            |
| 17   | Радіо НВ                                     | 106,6        | 0,2             | кінець жовтня 2006   |                            |
| 18   | Power FM                                     | 107,0        | 0,5             | 30 липня 2004        |                            |
| 19   | Радіо П'ятниця                               | 107,7        | 0,25            | 23 жовтня 2011       |                            |

## Друковані видання

### Інформаційно-аналітичні
- AVтограф [2]
- Вісник Кременчука — Офіційне видання Кременчуцької міської ради[2][3]
- Для дому і сім'ї [2]
- Кременчуцька Панорама[2][4]
- Кременчуцький ТелеграфЪ[2][5]
- Кремінь [2]
- Програма Плюс [2][6]

- Газетка.Kremenchuk - Кременчуцьке  інформаційне онлайн-видання ЗМІ  Кременчука та Полтавщини

### Рекламні видання
- АвтоКлуб журнал [7]
- Городська газета [2][8][9]
- Работа [2]
- Робоча газета — спеціалізоване, довідково — інформаційне і навчальне видання на ринку праці в Полтавської області[10][11]
- Приватна газета[2][12]
- Світ оголошень [13]
- Удача [2][14]
- Щаслива Знижка [2][15]

## Інші видання
- АвтоКраз[13]
- Вагонобудівник[13]
- Вісник Кременчуцького державного університету імені Михайла Остроградського — збірник наукових праць[16]
- З Іменем Остроградського — Газета Кременчуцького національного університету імені Михайла Остроградського[17]
- Інформаційний бюлетень[13]
- Інформаційний Бюлетень хОчуиМеть — періодично друкує «Видавничий дім «Приватна газета»»[2]
- Кременчук Православний (Кременчуг Православный) [13]
- Набат — газета кременчуцького міського комітету Комуністичної партії[18]
- Перемога [13]
- Турбота [13] — газета Кременчуцького обласного госпіталю для інвалідів війни. Заснована 10 серпня 2001 року. Виходить на 16 кольорових сторінках. Публікуються матеріали про життя госпіталю, міста і країни, а також інформація юридичного, медичного характеру. Головний редактор газети, він же начальник госпіталю, заслужений лікар України Микола Литвиненко, консультант видання Володимир Шевченко та випусковий редактор Лариса Тарасова. «Турбота» поширюється безкоштовно. Виходить раз на місяць.[19]

### Інтернет
Серед інтернет-сайтів найбільш відомі "Кременчуг Today", "Окраины Кременчуга , Кременчуг online  [Архівовано 22 березня 2022 у Wayback Machine.], 05366.com.ua  [Архівовано 22 березня 2022 у Wayback Machine.] ZnaYou.com  [Архівовано 14 листопада 2011 у Wayback Machine.]- молодіжний інформацїйно-розважальний портал Кременчука 
,"Газетка.Kremenchuk" - Кременчуцьке інформаційне онлайн-видання ЗМІ Кременчука та  Полтавщини: https://gazetkakremen.mozellosite.com